# Поплаве у Колубари
У ноћи између 14. и 15. маја 2014. године, први пут у историји догодило се да су сви системи на свим активним коповима „Колубаре” заустављени. Током неколико драматичних дана и ноћи, који су променили географију, али и будућност Србије, највећи произвођач угља и једна од основних тачака ослонца домаће привреде претрпела је страховит ударац. Рударски басен Колубара, који је највећи у Србији и производи више од 50 посто потреба те државе, био је под водом. Два од четири басена претворена су у језера.

## Узроци
- Измештање реке Колубаре
- Прављења вештачке водене акумулације проточног језера
- Дугогодишњег ангажовања Колубарине механизације на равнању платоа које обухвата хектаре око проточног језера реке Колубаре

## Последице
Пошто се исуши вода ту неће више моћи да се копа, јер је комплетна инфраструктура копа уништена, тако да ће посао морати да се планира испочетка. Када се сабере укупна штета на овим коповима је 292,6 милиона евра, колико је објављено да је уложено у ова два копа. Ту треба додати и 77 милиона за узети кредит од КфW Банке и ЕБРД, колико је узето за механизацију на копу „Тамнава западно поље“.
 Поплавни талас умањио је поузданост великих система за пренос електричне енергије, посебно виталних објеката за пренос из термоелектране Колубара, и ТЕНТ-а у Обреновцу.
У периоду од 15. маја 2014. до 25. маја 2014. производне могућности ЈП ЕПС су биле значајно снижене. Због проблема са допремом угља, такође изазваног поплавама и ТЕНТ Б је радио са сниженим капацитетом, што је довело до тога да је у систему било нерасположиво око 1000 МW термокапацитета. Хидроелектране Ђердап 1 и 2 су због потребе снижавања водостаја отвориле затвараче, а што је смањило производњу за око 500 МW. Недостајућу производњу ЈП ЕПС је покрио увозом пре свега од ЕРС, ЕПЦГ и НЕК у циљу обезбеђивања сигурног снабдевања потрошача у Србији.

## Преглед опреме у електранама и коповима која је била или је још увек потопљена
- Опрема ПК Тамнава Западно поље: 2. БТО систем, 3. БТО систем, 1. БТД систем, 2. БТД систем, 4. БТД систем, систем међуслојне јаловине, багери дреглајни (4 комада),
- Заштитни насип црпне акумулација „Кладница”
- Опрема ПК Велики Црљени: БТД систем
- Погон Помоћна механизација: булдозер (ком. 1), цевополагач (ком. 7), хидраулични багер (ком. 6), дизалице (ком. 2), универзални хидраулични багер (ком. 1)
- Опрема ТЕНТ А: пумпни агрегати који се налазе на коти -3 м, педесетак снаге од 25 - 110 кw и двадесетак снаге од 180 – 630 кw
- Опрема ТЕ Колубара А: хаварисана два трансформатора 110/35 кв, 20 мва и један трансформатор 110/6 кв, 12,5 мва, изгорели каблови и комплетан систем

за управљање, мерење и регулацију блокова 1-4, приближно 1/3 високонапонске опреме ТС
- Опрема ТЕ Колубара А (блокови 1 – 5) која је била потопљена: сва опрема испод коте нула и сва опрема на коти нула која је монтирана на висини мањој од 1 м (висина воде у котларници, машинској сали и у спољним погонима је била 1м); потопљене су бројне пумпе, вентилатори, техничка расхлада електране, хемијска припрема воде, регенерација кондензата, постројења питке воде, делови допреме угља, отпрема шљаке и пепела...
- Потопљена су и разна помоћна постројења и складишта материјала и резервних делова

## Одводњавање
Помоћ је пристизала са свих страна, како новчана, тако и физичка.
Планирано је 90 дана за потпуно избацивање воде из копа, помоћу моћних пумпи за избацивање.
„Енерготехника Јужна Бачка” из Новог Сада и румунска фирма „СЦ НЕШ Проиецт Еуропа СРЛ” су избацивале воду са копа Тамнава Запад, заједно са Ван Хековим (холандска фирма) пумпама, ковињским, војним...